# Unidos de Manguinhos
Grêmio Recreativo Escola de Samba Unidos de Manguinhos é uma escola de samba da cidade do Rio de Janeiro, fundada a 23 de abril de 1964. Sendo situada na Avenida dos Democráticos, no bairro de Manguinhos.

## História
Em 1989, apresentou um bom carnaval desfilando com cerca de 2 mil componentes, 15 destaques, 6 alegorias e uma bateria com 150 instrumentistas dirigida pelos mestres "Tererê" e "João".
Em 2008, falando sobre Ivo Meirelles apresentou um bom carnaval e conseguiu um vice-campeonato no Grupo de acesso D. no ano de 2009, a escola de Manguinhos, homenageou o compositor Arlindo Cruz, com o enredo O poeta de Madureira… Arlindo Cruz. Contudo, a agremiação ficou em 11ºlugar com 156 pontos, salvando-se por um décimo do rebaixamento para o antigo Grupo de acesso D.
Em 2010, a agremiação sofre uma reestruturação contratando novo casal de mestre-sala e porta-bandeira, além de um novo carnavalesco, Diangelo Fernandes, que em 2009, foi vice campeão com a GRES Flor da Mina do Andaraí. Assim, Manguinhos define o enredo sobre o folclore denominado Manguinhos, sagrados e profano Unidos no folclore brasileiro, terminando na 14º colocação com 148,1 pontos, pois desfilou sem a ala das baianas, perdendo 20 pontos e sendo rebaixada para o Grupo Rio de Janeiro 3, em 2011.
No Carnaval de 2011, a escola foi a última a desfilar na madrugada de segunda para terça, apresentando um enredo sobre o Carnaval: "Carnaval, folia, Manguinhos, eterna Magia" com autoria de Diangelo Fernandes. Apresentou visual colorido, sobressaindo suas cores principais e samba assinado por Leozinho Nunes, cantor de apoio da Império da Praça Seca, que desfilou no mesmo grupo. Conseguindo o 4º lugar.
Em 2012, homenageou sua madrinha,com o enredo Manguinhos canta: Mulheres Mangueirense orgulho da comunidade e da nação, de autoria de Carlinhos Twister e desenvolvido pelo carnavalesco Diangelo Fernandes. Nesse ano, a agremiação apresentou sérios problemas de harmonia e na interpretação do samba enredo ao longo do desfile, acabou rebaixada, a princípio, para o grupo E. Com a criação da Série A, continuou no mesmo grupo por mais um ano. Em 2013, com o retorno do antigo carnavalesco Leonardo Soares, apresentou o enredo "De repente Manguinhos", conquistando o 6º lugar.
Em 2014, homenageou a escola de samba Unidos da Tijuca de autoria de Leonardo Soares. Sendo a última agremiação a desfilar na terça de carnaval, sendo desenvolvido pelo carnavalesco Diangelo Fernandes, a escola conseguiu a terceira colocação, ascendendo ao grupo C.
No carnaval 2015 a escola reeditou o samba enredo "A festa do negro soberano!" alcançando o 9ª lugar, mas enfrentando a reorganização de grupos das escolas de sambas,a Unidos de Manguinhos estava entre as 6 ultimas colocadas do grupo C sendo assim rebaixada para o grupo D.
Já para o carnaval 2016 a escola contrata o carnavalesco Tarcisio Zanon, que desenvolve o enredo "Bebeto o rei do swing", ficando em 11° lugar.
No carnaval 2017 a escola desfila com o enredo "GRES Unidos de Manguinhos apresenta... No só para quem pode, Boêmios e Periquitos da Mangueira", fazendo homenagem as alas técnicas da escola Mangueira, enfrentando muitos problemas em desenvolvimento e administrativos a escola amarga a 11ª colocação e assim sendo mais uma vez rebaixada. mas a escola deu a volta por cima dois anos depois onde num enredo sobre o carnaval, denominado "Carnevale", sagrou-se vice-campeã da Série E e consequentemente o retorno a Série D.

## Segmentos

### Presidentes
| Nome                     | Mandato              | Ref.  |
| ------------------------ | -------------------- | ----- |
| Ulisses Américo Santiago | 1997 - final de 2012 | [ 5 ] |
| William                  | final de 2012 - ?    | [ 6 ] |
| Ulisses Américo Santiago | ? - ?                |       |
| Carlos Alberto Costa     | 2018 - Atualidade    | [ 7 ] |

### Diretores
| Ano  | Diretor de carnaval            | Diretor de harmonia    | Mestre de bateria | Ref.  |
| ---- | ------------------------------ | ---------------------- | ----------------- | ----- |
| 2010 | Comissão                       | Comissão               | Mestre Rato       |       |
| 2011 | Henrique Cesar                 | Comissão               | Denilson          |       |
| 2012 | Marquinhos da Mangueira        | Comissão               | Denilson          |       |
| 2013 | Marquinhos da Mangueira        | Comissão               | Marquinhos Mancha | [ 8 ] |
| 2014 | Marquinhos da Mangueira        | Maquias Valadares      | Denilson          | [ 6 ] |
| 2015 | Marquinhos da Mangueira        | Antonio Britto         | Denilson          | [ 9 ] |
| 2016 | Marquinho da Mangueira         | Marquinho da Mangueira | Denilson          |       |
| 2017 | Marquinho da Mangueira         | Marquinho da Mangueira | Chula             |       |
| 2018 | Henrique Cesar                 | Cicinho Primeiro       | Jean Baleado      |       |
| 2019 | Henrique Cesar                 | Eduardo                | Jean Baleado      |       |
| 2020 | Carlos Vottero e Fabiano Dias  | Renato Santos          | Darllan           | [ 7 ] |
| 2022 | Fabiano Dias e Vinicius Rangel | Renato Santos          | Jean Baleado      |       |

### Intérpretes
| Período      | Intérprete oficial       | Ref.   |
| ------------ | ------------------------ | ------ |
| 2005–2008    | Ronielson                | [ 10 ] |
| 2009–2010    | Vadinho Freire           | [ 10 ] |
| 2011–2013    | W. Franco                | [ 10 ] |
| 2014–2016    | Barata e Marcello Poesia | [ 10 ] |
| 2017         | Vadinho Freire           | [ 10 ] |
| 2018         | Humberto Oliveira        |        |
| 2019 - atual | Barata Benevenuto        | [ 7 ]  |

### Coreógrafos
| Ano          | Nome             | Ref.  |
| ------------ | ---------------- | ----- |
| 2010         | Sanderson Lima   |       |
| 2011         | Adilson Lourenço |       |
| 2012         | Adilson Lourenço |       |
| 2013         | Dino Nogueira    |       |
| 2014         | Dino Nogueira    | [ 6 ] |
| 2015         | Paula Cristina   |       |
| 2016         |                  |       |
| 2017         | Fabio Victorelli |       |
| 2018 - Atual | Adilson Lourenço | [ 7 ] |

### Mestre-sala e Porta-bandeira
| Ano       | Nome                      | Ref.  |
| --------- | ------------------------- | ----- |
| 2014      | Marlucce e Wallace Pessoa | [ 6 ] |
| 2018-2020 | Paulinho e Laís Menezes   | [ 7 ] |

### Rainhas de Bateria
| Ano  | Nome           | Ref.  |
| ---- | -------------- | ----- |
| 2020 | Dany Fogacinha | [ 7 ] |

## Carnavais
| Ano | Colocação | Grupo | Enredo | Carnavalesco | Ref.                 |
| --- | --- | --- | --- | --- | -------------------- |
| 1965 | 7.º Lugar | Grupo 3 | "Os bravos soldados do fogo, há 109 anos a serviço do povo - Homenagem ao Corpo de Bombeiros" | Nilton Costa |                      |
| 1966 | Vice-campeã | Grupo 3 | "Homenagem a D. Pedro I" | Nilton Costa |                      |
| 1967 | 12.º Lugar (Rebaixada)                                                                                                | Grupo 2 | "Espumas flutuantes, homenagem a Castro Alves" | Nilton Cost |                      |
| 1968 | 18.º Lugar | Grupo 3 | "A fonte dos amores" | Manuel Araújo da Silva                                                                                                |                      |
| 1969 | 4.º Lugar | Grupo 3 | "Caçador de esmeraldas" | Nilton Costa |                      |
| 1970 | 3.º Lugar | Grupo 3 | "Bahia e seu reino encantado" | Nilton Costa |                      |
| 1971 | 15.º Lugar | Grupo 2 | "Ouro verde" | Nilton Costa |                      |
| 1972 | 13.º Lugar (Rebaixada)                                                                                                | Grupo 2 | "Zumbi dos Palmares" | Nilton Costa |                      |
| 1973 | 6.º Lugar | Grupo 3 | "A botada" | Nilton Costa |                      |
| 1974 | 6.º Lugar | Grupo 3 | "Lendas e flores" | Nilton Costa |                      |
| 1975 | 6.º Lugar | Grupo 3 | "Cachemir das rosas" | Nilton Costa |                      |
| 1976 | Vice-campeã | Grupo 3 | Lenda da Vitória Régia | |                      |
| 1977 | 18.º Lugar | Grupo 2 | O tesouro maldito | | [ 11 ]               |
| 1978 | 14.º Lugar | Grupo 3 | Castro Alves | | [ 11 ]               |
| 1979 | 8.º Lugar | Grupo 2B | Reino do Ceará | | [ 11 ]               |
| 1980 | 2.º Lugar | Grupo 2B | Festanças do Pindorama | | [ 11 ]               |
| 1981 | 11.º Lugar | Grupo 2A | O rouxinol da serra da Boa Esperança | | [ 11 ]               |
| 1982 | 7.º Lugar | Grupo 2A | A criança no alegre mundo das reinações | | [ 11 ]               |
| 1983 | 4.º Lugar | Grupo 2A | A festa do negro soberano | Braulino Gomes e José Felix                                                                                           | [ 11 ]               |
| 1984 | 8.º Lugar | Grupo 2A | Mentira Carioca | | [ 11 ]               |
| 1985 | 8.º Lugar | Grupo 2A | Sonho de uma Deusa | | [ 11 ]               |
| 1986 | 11.º Lugar | Grupo 2A | Uma viagem maravilhosa no balão mágico ao mundo encantado da criança | | [ 11 ]               |
| 1987 | 6.º Lugar | Grupo 4 | Apesar de Você | | [ 11 ]               |
| 1988 | 7.º Lugar | Grupo 4 | Raiz de uma Raça | | [ 11 ]               |
| 1989 | 4.º Lugar | Grupo 4 | "Canta Brasil" | Walmir Antunes | [ 12 ]               |
| 1990 | 11.º Lugar | Grupo B | "Minha terra tem palmeiras onde cantava o sabiá" | Waltinho 40 | [ 10 ]               |
| 1991 | 6.º Lugar | Grupo B | "Do sonho do futebol, a estrela do carnaval - Neguinho da Beija-Flor" (Samba-enredo composto por Simonal, Mangueirinha, Fernando, Neném, Damião e Mauricio Pessoa)                                                  | Renato Dias | [ 10 ] [ 13 ]        |
| 1992 | 5.º Lugar | Grupo B | "Kid Morangueira - 90 anos de um malandro" (Samba-enredo composto por Dody, Nery e Valdo) | Paulo Menezes | [ 1 ]                |
| 1993 | 5.º Lugar | Grupo B | "E tá danado de bom" | Paulo Menezes | [ 10 ]               |
| 1994 | 11.º Lugar | Grupo B | "Quatzacoat, uma chocante tentação" | Paulo Menezes | [ 10 ]               |
| 1995 | 14.º Lugar | Grupo B | "Manguinhos - Ouro, saúde e folia" | Paulo Menezes | [ 10 ] [ 14 ]        |
| 1996 | 9.º Lugar (Rebaixada)                                                                                                 | Grupo D | "Os discípulos de Zumbi" | Paulo Menezes | [ 10 ] [ 15 ]        |
| 1997 | 6.º Lugar | Grupo E | "O encanto das águas, mistérios das profundezas" | Adélia Azevedo | [ 10 ]               |
| 1998 | 4.º Lugar | Grupo E | "Virgulino Ferreira - O Lampião" | Pelé | [ 10 ]               |
| 1999 | Não Desfilou | | | | [ 11 ]               |
| 2000 | 4.º Lugar | Grupo E (sexta divisão)                                                                                               | "Fui inconfidente, sou Brasil, quero ser independente" | Leonardo Soares | [ 16 ]               |
| 2001 | 9.º Lugar | Grupo D (quinta divisão)                                                                                              | "Na virada do milênio, Manguinhos é festa de folclore brasileiro" | Leonardo Soares | [ 17 ]               |
| 2002 | 9.º Lugar | Grupo D (quinta divisão)                                                                                              | "Ab. Intio, Ab. Eterno, Fiat Lux... E Deus criou o Homem" | Leonardo Soares | [ 18 ]               |
| 2003 | 8.º Lugar | Grupo D (quinta divisão)                                                                                              | "No sonho do carnaval, o mangue virou paraíso, e o Manguinhos afirma: o futuro é aqui " (Samba-enredo composto por Bizuca, Marcelo Clone, Jeovane e Gilson Bernini)                                                 | Leonardo Soares | [ 19 ]               |
| 2004 | 8.º Lugar | Grupo D (quinta divisão)                                                                                              | "De Zé Pereira ao Rei Momo atual, a Manguinhos reconta a história do carnaval" | Leonardo Soares | [ 20 ]               |
| 2005 | 11.º Lugar | Grupo D (quinta divisão)                                                                                              | "Viajando na própria história, Manguinhos revive... E tá danado de bom" (Samba-enredo composto por Bizuca e Cy) | Leonardo Soares | [ 21 ]               |
| 2006 | 4.º Lugar | Grupo D (quinta divisão)                                                                                              | "Tia Alice e o seu país das maravilhas..." | Leonardo Soares | [ 22 ]               |
| 2007 | 8.º Lugar | Grupo D (quinta divisão)                                                                                              | "Pré-História de uma festa americana!" | Leonardo Soares | [ 23 ]               |
| 2008 | Vice-campeã | Grupo D (quinta divisão)                                                                                              | "A brasilidade rítmica de Ivo Meirelles a encantar o samba de Manguinhos!" (Samba-enredo composto por Arlindo Cruz, Babi e Arlindo Júnior)                                                                          | Leonardo Soares | [ 24 ]               |
| 2009 | 11.º Lugar | Grupo RJ-2 (quarta divisão)                                                                                           | "O poeta de Madureira… Arlindo Cruz" (Samba-enredo composto por Arlindo Neto, Vadinho Freire e Juninho Coick) | Leonardo Soares | [ 25 ]               |
| 2010 | 14.º Lugar | Grupo RJ-2 (quarta divisão)                                                                                           | "Manguinhos, sagrados e profano Unidos no folclore brasileiro" (Samba-enredo composto por Henrique César, Tião Pinheiro, Diego, Wallace e Marcelo)                                                                  | Diangelo Fernandes | [ 26 ]               |
| 2011 | 4.º Lugar | Grupo D (quinta divisão)                                                                                              | "Carnaval, folia, Manguinhos, eterna magia" (Samba-enredo composto por Leozinho Nunes e Leo Percussa) | Diangelo Fernandes | [ 27 ]               |
| 2012 | 11.º Lugar | Grupo D (quinta divisão)                                                                                              | "Manguinhos canta: Mulheres mangueirenses, orgulho da comunidade...orgulho da nação..." | Diangelo Fernandes | [ 28 ]               |
| 2013 | 5.º Lugar | Grupo D (quinta divisão)                                                                                              | "De 'repente' Manguinhos" | Leonardo Soares | [ 29 ] [ 30 ] [ 31 ] |
| 2014 | 3.º Lugar | Grupo D (quinta divisão)                                                                                              | "Unidos da Tijuca... Não é segredo eu amar você!" | Leonardo Soares e Diangelo Fernandes                                                                                  | [ 3 ] [ 6 ]          |
| 2015 | 9.º Lugar (Rebaixada)                                                                                                 | Série C (quarta divisão)                                                                                              | "A festa do negro soberano!" | Diangelo Fernandes | [ 9 ]                |
| 2016 | 11.º Lugar | Série D (quinta divisão)                                                                                              | "Bebeto, o rei do suingue!" | Tarcisio Zanon | [ 32 ]               |
| 2017 | 11.º Lugar (Rebaixada)                                                                                                | Série D (quinta divisão)                                                                                              | "GRES Unidos de Manguinhos apresenta… No só para quem pode, Boêmios e Periquitos da Mangueira" | Levi Cintra | [ 33 ]               |
| 2018 | 7º Lugar | Série E (sexta divisão)                                                                                               | Hoje a festa é do povo da floresta | Diangelo Fernandes | [ 34 ]               |
| 2019 | Vice-campeã | Série E (sexta divisão)                                                                                               | Carnevale | Diângelo Fernandes | [ 11 ]               |
| 2020 | 8º Lugar | Acesso da Intendente (quarta divisão)                                                                                 | Axé, expressão de uma raça Compositores:Renatinho Medina, Cosme Araújo, Isaías Demócrito, Yago Pontes e Renan Diniz. Participações Especiais: C. Henrique, Thiago Martins e Diego Alves                             | Diângelo Fernandes | [ 7 ] [ 35 ]         |
| Inicialmente adiados para o mês de julho, os desfiles do Carnaval 2021 foram cancelados devido a pandemia de Covid-19 | Inicialmente adiados para o mês de julho, os desfiles do Carnaval 2021 foram cancelados devido a pandemia de Covid-19 | Inicialmente adiados para o mês de julho, os desfiles do Carnaval 2021 foram cancelados devido a pandemia de Covid-19 | Inicialmente adiados para o mês de julho, os desfiles do Carnaval 2021 foram cancelados devido a pandemia de Covid-19                                                                                               | Inicialmente adiados para o mês de julho, os desfiles do Carnaval 2021 foram cancelados devido a pandemia de Covid-19 | [ 36 ]               |
| 2022 | 11º Lugar | Série Bronze (quarta divisão)                                                                                         | Maria Helena - A Imperatriz da Passarela | Diângelo Fernandes | [ 37 ]               |
| 2023 | 11º Lugar (Rebaixada)                                                                                                 | Série Bronze (quarta divisão)                                                                                         | Ìràwò Quilombo Manguinhos: Aqui brilham nossas Estrelas Compositores: Cosme Araújo, Marquinhos Beija-flor, Telmo Augusto, Claudio Vagareza, Renan Diniz, Sid Miranda, Aldair Careca, João Vidal e Renatinho Medinda | Evandro Sebastian | [ 38 ]               |
| 2024 | 3º Lugar | Grupo de Avaliação (quinta divisão)                                                                                   | Vestido de Alegria ou Embalado na Fé, sou Brasileiro e vou Festejar o Ano Inteiro | Evandro Sebastian | [ 39 ]               |
| 2025 | 7.º Lugar | Grupo de Avaliação (quinta divisão)                                                                                   | Bem-Aventuradas São as Mulheres Negras do Brasil | Diangelo Fernandes |                      |

## Premiações
Prêmios recebidos pelo GRES Unidos de Manguinhos.
| Ano  | Prêmio                        | Categoria / premiados | Divisão    | Ref.   |
| ---- | ----------------------------- | --- | ---------- | ------ |
| 2006 | Troféu Jorge Lafond           | Ala das baianas | Grupo D    | [ 40 ] |
| 2007 | Troféu Jorge Lafond           | Intérprete (Ronielson) | Grupo D    | [ 41 ] |
| 2008 | Troféu Jorge Lafond           | Samba-enredo ("A brasilidade rítmica de Ivo Meirelles a encantar o samba de Manguinhos!" - Compositores: Arlindo Cruz, Babi e Arlindo Júnior) | Grupo D    | [ 42 ] |
| 2008 | Troféu Jorge Lafond           | Ala das baianas | Grupo D    | [ 42 ] |
| 2009 | Troféu Jorge Lafond           | Ala de passistas | Grupo RJ-2 | [ 43 ] |
| 2013 | Plumas & Paetês               | Coreógrafo (Dino Nogueira Cruz) | Grupo D    | [ 44 ] |
| 2018 | Samba na Veia Estrela de Ouro | Conjunto alegórico, Galeria da velha guarda, Harmonia, Personalidade, Melhor escola Galeria da Velha Guarda                                   | Série E    |        |